# Winstrupsgatan
Winstrupsgatan, till 1878 Gråväders gränd, är en gata i centrala Lund. Den går den korta sträckan mellan Lilla Gråbrödersgatan i söder och Sankt Petri kyrkogata i norr. I fonden i den norra ändan ligger Ekska huset på Sankt Petri kyrkogata.
Winstrupsgatan har sitt namn efter biskopen Peder Winstrup, som adlades efter Skånes införlivning med Sverige efter Roskildefreden 1658.

## Byggnader i urval
- Winstrupsgatan 1, Gamla Lunds Elverk. Byggnaden uppfördes i etapper 1907 och 1927. Idag ligger där bland annat Judiska centret i Lund.[2]

- Winstrupsgatan 9 kallades under andra hälften av 1700-talet Bringska huset efter professorn Erland Samuel Bring. Huset är känt från Studentupploppet i Lund den 9 mars 1793.
- Ekska huset vid Sankt Petri kyrkogata 4 är ett korsvirkeshus i två våningar, som blev byggnadsminne 1974. Huset har sitt namn efter professorn Juan Gustav och Augusta Ek, som köpte huset på 1850-talet. Huset, som har sin fram- och långsida utmed gatan, skjuter ut i denna. Gatan var tidigare smalare. Den västra delen uppfördes 1823 och den östra 1826. De två delarna byggdes samman till ett enda hus på 1860-talet. Stadsgårdens längor revs vid mitten av 1900-talet.

## Bildgalleri

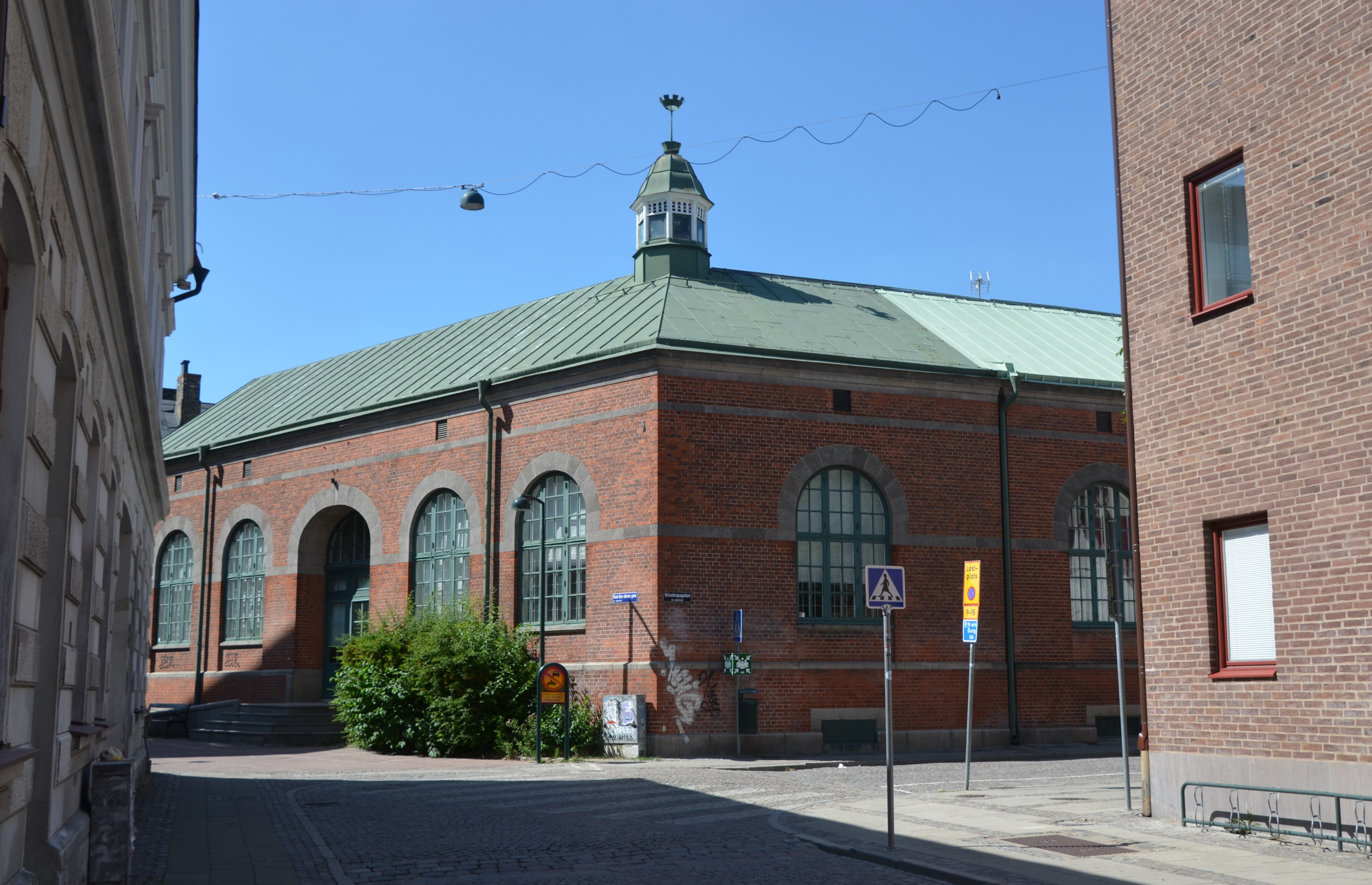
Gamla elverket
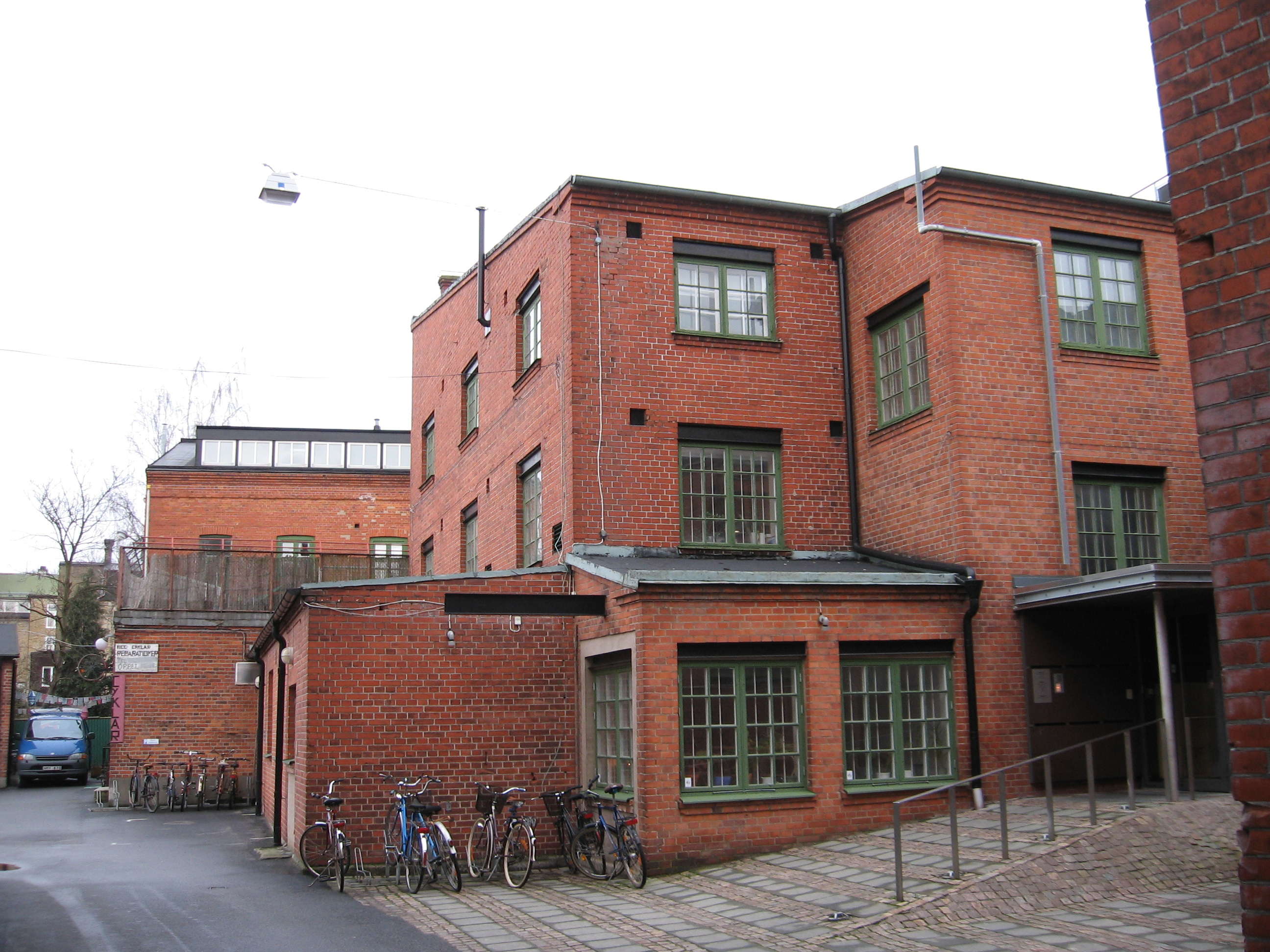
Gamla Elverket, hörnet Lilla Gråbrödersgatan/Winstrupsgatan
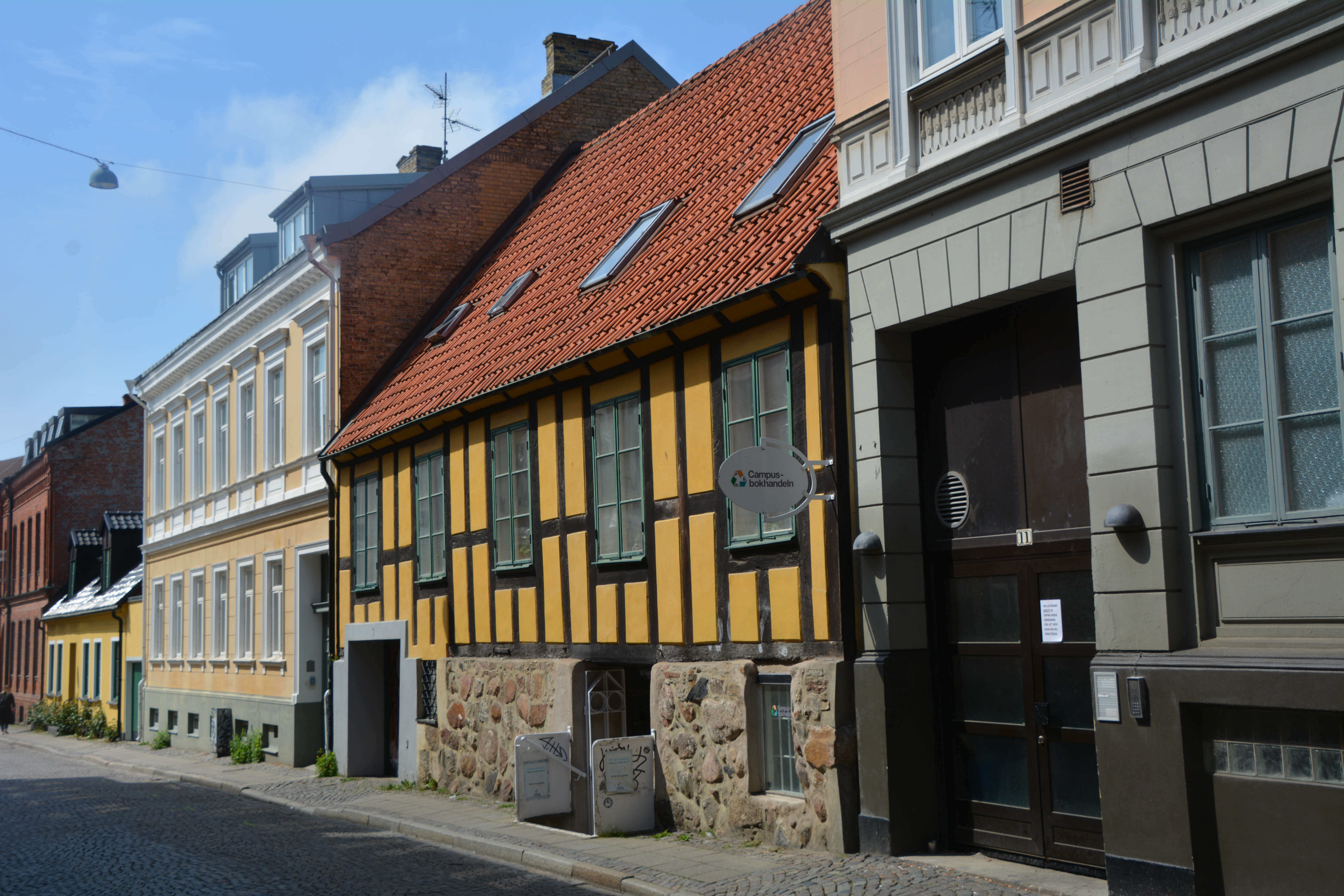
Tidigare Bringska huset, Winstrupsgatan 9
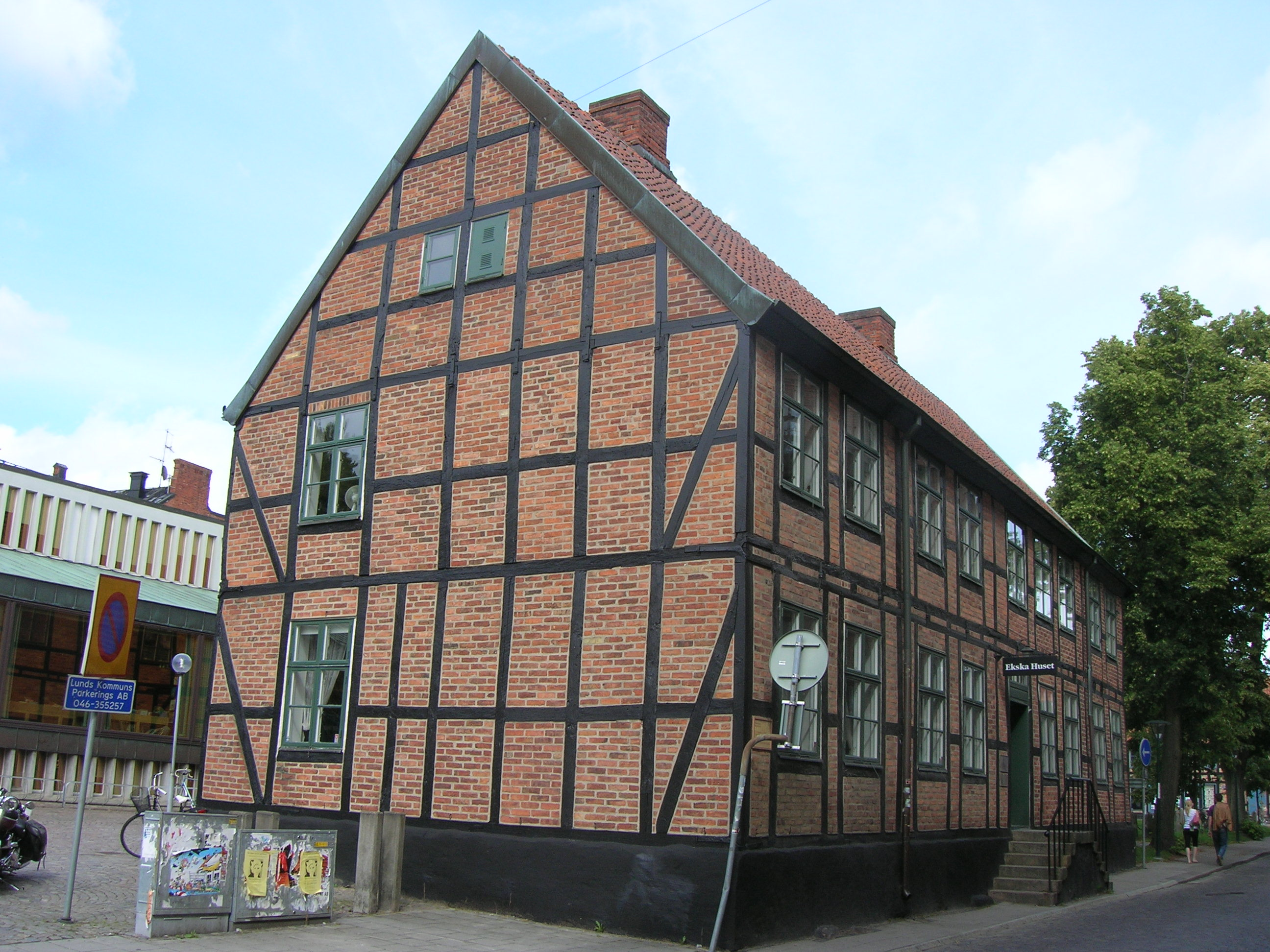
Ekska huset, Sankt Petri kyrkogata